# Przywrotnik nibywcięty
Przywrotnik nibywcięty (Alchemilla pseudincisa Pawł.) – gatunek rośliny wieloletniej z rodziny różowatych. Występuje tylko w Karpatach od Słowacji poprzez Polskę po Ukrainę. W Polsce rośnie tylko w Tatrach Zachodnich.

## Morfologia
ŁodygaNaga, do 20 cm długości.
LiściePłaskie, okrągławonerkowate lub nerkowate, nagie, 5-7-klapowe. Klapy zaokrąglone, z każdej strony z 5-7 ostrymi ząbkami i z bardzo wyraźnymi, całobrzegimi wycięciami między klapami, o długości 2-5 mm.
KwiatyZielonawe, o średnicy 3-5 mm, skupione w gęste pęczki. Hypancja nagie. Listki kieliszka krótsze od działek kielicha. Działki krótsze od hypancjum.

## Biologia i ekologia
Bylina, hemikryptofit, oreofit. Rośnie w wysokogórskich zbiorowiskach wyleżyskowych na podłożu wapiennym. Kwitnie w lipcu i sierpniu. Gatunek charakterystyczny zespołu Saxifragetum wahlenbergii.